# NGC 5084
NGC 5084は、 おとめ座にあるレンズ状銀河である。地球からおよそ8000万光年の距離にあり、見かけの大きさから、少なくとも20万光年は幅がある。おとめ座超銀河団では大規模な銀河の一つである。1785年3月10日にウィリアム・ハーシェルによって発見された。軌道傾斜角が約86°のため銀河は真横から見られる。銀河円盤の歪みや多量の中性水素原子ガスが円盤に沿って広がっていることから複数回の矮小銀河の降着を経たとされる。

## 質量とサイズの推定
NGC 5084は回転速度が約328km/sであり、非常に早いため、Supermassive disk galaxyに分類される。1986年、Gottesmanは回転速度からNGC 5084の質量を8.5 × 1011M☉と推定した。また、半径はNGC 5084の推定距離15Mpcより34kpcであると推定した。さらに2002年にはGottesmanらは推定距離を30Mpcにしてこの方法を使い質量を1.7 × 1012M☉と推定した。2004年にKoribalskiらは回転速度を測定した結果、334km/sであったため、質量は1.3 × 1012M☉、半径は50kpc(16.3万光年)と計算された。1997年にCarrignanらは別の方法を用いて計算した結果、質量が6 × 1012M☉から1 × 1013M☉であると推定した。

## 付近の銀河
NGC 5084の付近ではNGC 5084を最大の銀河とした銀河群を形成しており、NGC 5087やNGC 5134を含んでいる。銀河群は密集しているため、赤方偏移がほとんど同じである。銀河群内で一番赤方偏移が近い(=地球に近い)のはNGC 5068である。 付近にあるNGC 5078の銀河群にはNGC 5061、NGC 5101、NGC 4965を含んでいる。NGC 5084は、 おとめ座銀河団南方に広がるVirgo IIと呼ばれる銀河群に存在する 。